# Hypoxis lata
Hypoxis lata är en enhjärtbladig växtart som beskrevs av Gert Cornelius Nel. Hypoxis lata ingår i släktet Hypoxis och familjen Hypoxidaceae. Inga underarter finns listade i Catalogue of Life.